# Temozolomid
Temozolomid ist ein Arzneistoff, der zur Behandlung von Hirntumoren eingesetzt wird, vor allem bei Glioblastomen. Es kann in einer Kapsel geschluckt werden oder als Infusionslösung in eine Vene verabreicht werden.

## Wirkung und Pharmakokinetik
Das alkylierende Zytostatikum wirkt antineoplastisch, indem in der Tumorzelle die DNA-Replikation gestört wird.
Die Substanz ist eine Prodrug, die erst im Körper durch Verstoffwechselung aktiviert wird. Temozolomid wird spontan hydrolytisch gespalten, so dass 5-(3-N-Methyltriazen-1-yl)-imidazol-4-carboxamid (MTIC) entsteht. MTIC ist ebenfalls sehr instabil und zerfällt in saurer Lösung rasch in die Produkte 5-Aminoimidazol-4-carboxamid (AIC) und Diazomethan, welches nach Protonierung methylierend wirkt. Diazomethan methyliert dann Basen der DNA. Liegt diese Base in einer Promotorregion eines Gens, führt die Methylierung zu einer Inaktivierung des Gens, das dann also nicht mehr exprimiert wird. Auf diesem Weg wird in den meisten Fällen der Zelltod herbeigeführt. Manche Tumorzellen besitzen allerdings einen Reparaturmechanismus, wodurch sie resistent gegenüber diesem Wirkstoff werden.
Der Vorteil von Temozolomid gegenüber dem älteren Wirkstoff Dacarbazin (DTIC) liegt darin, dass die Aktivierung bis hin zum Diazomethan vollkommen spontan abläuft. Dacarbazin muss dagegen durch Enzyme aktiviert werden.
Nach der Einnahme erfolgt die Aufnahme ins Blut rasch, die maximale Wirkstoffkonzentration wird bereits nach etwa 20 Minuten erreicht. Die Plasmahalbwertszeit liegt bei 1,8 Stunden.
Temozolomid kann die Blut-Hirn-Schranke überwinden, wodurch es sich zur Anwendung bei Hirntumoren eignet.

## Indikation
Zugelassen ist Temozolomid für Erwachsene mit einem erstdiagnostizierten Glioblastom zur First-Line-Therapie mit adjuvanter Strahlentherapie. Des Weiteren gibt es die Zulassung für die Anwendung bei Kindern und Jugendlichen bei rezidivierendem oder nicht auf die Standardtherapie ansprechendem malignem Gliom. Einen Antrag auf die Zulassung zur Behandlung des Neuroblastoms bei Kindern empfahl die europäische Arzneimittelagentur im November 2024 abzulehnen, weil in einigen der vorgelegten Studien zu wenige Patienten auf die Behandlung angesprochen hatten, um einen Nutzen in diesem Anwendungsgebiet nachweisen zu können.
Eine Behandlung des malignen Melanoms wird teilweise durchgeführt, jedoch besteht dafür keine Zulassung (Off-Label-Use).

## Nebenwirkungen
Als Nebenwirkung kann es zu einem Mangel an Blutplättchen (Thrombozytopenie) und neutrophilen Granulozyten (Neutropenie) auftreten.
Zudem wurde über das Auftreten schwerer Leberschäden bis zum Leberversagen berichtet. Die Schädigung der Leber kann auch erst nach einigen Wochen nach Behandlungsbeginn und auch nach dem Absetzen erfolgen. Aufgrund dessen gibt es besondere Empfehlungen zur genauen Überwachung der Leberfunktion bei Behandlung mit Temozolomid.

## Handelsnamen
Temodal (EU), Temodar (USA), Generika